# Dahomey en los Juegos Olímpicos de Múnich 1972
Dahomey (actualmente Benín) estuvo representado en los Juegos Olímpicos de Múnich 1972 por un total de 3 deportistas masculinos que compitieron en 2 deportes.
El equipo olímpico de Dahomey no obtuvo ninguna medalla en estos Juegos.